# Marqise Lee
Marqise Lee (Inglewood, 25 novembre 1991) è un ex giocatore di football americano statunitense che ha militato nel ruolo di wide receiver nella National Football League (NFL). Fu scelto nel corso del secondo giro (39º assoluto) del Draft NFL 2014 dai Jacksonville Jaguars.

## Carriera universitaria
Lee iniziò la carriera nel college football a USC nel 2011, terminando con 1.143 yard ricevute e venendo premiato come freshman dell'anno della Pac-12 Conference. Contro Arizona nel 2012, Lee stabilì il record della Pac-12 Conference per yard ricevute in una gara con 345, distribuite su 16 ricezioni, con 2 touchdown. La settimana successiva ebbe altre 251 yard su ritorno contro Università dell'Oregon, un altro record della conference. Terminò la stagione con 118 ricezioni per 1.721 yards e 14 touchdown, venendo premiato come giocatore offensivo dell'anno della Pac-12 e col Fred Biletnikoff Award come miglior ricevitore della nazione. Inoltre fu giudicato unanimemente All-American.
Nel 2013, Lee disputò 11 partite, facendo registrare 57 ricezioni per 791 yard e 4 touchdown. Il 3 gennaio 2014 annunciò che avrebbe saltato l'ultimo anno di college rendendosi eleggibile per il Draft NFL.
Vittorie e riconoscimenti
- Fred Biletnikoff Award (2012)
- Paul Warfield Trophy (2012)
- Consensus All-American (2012)
- Giocatore offensivo dell'anno della Pac-12
- First-team All-Pac-12 (2012)

## Carriera professionistica

### Jacksonville Jaguars

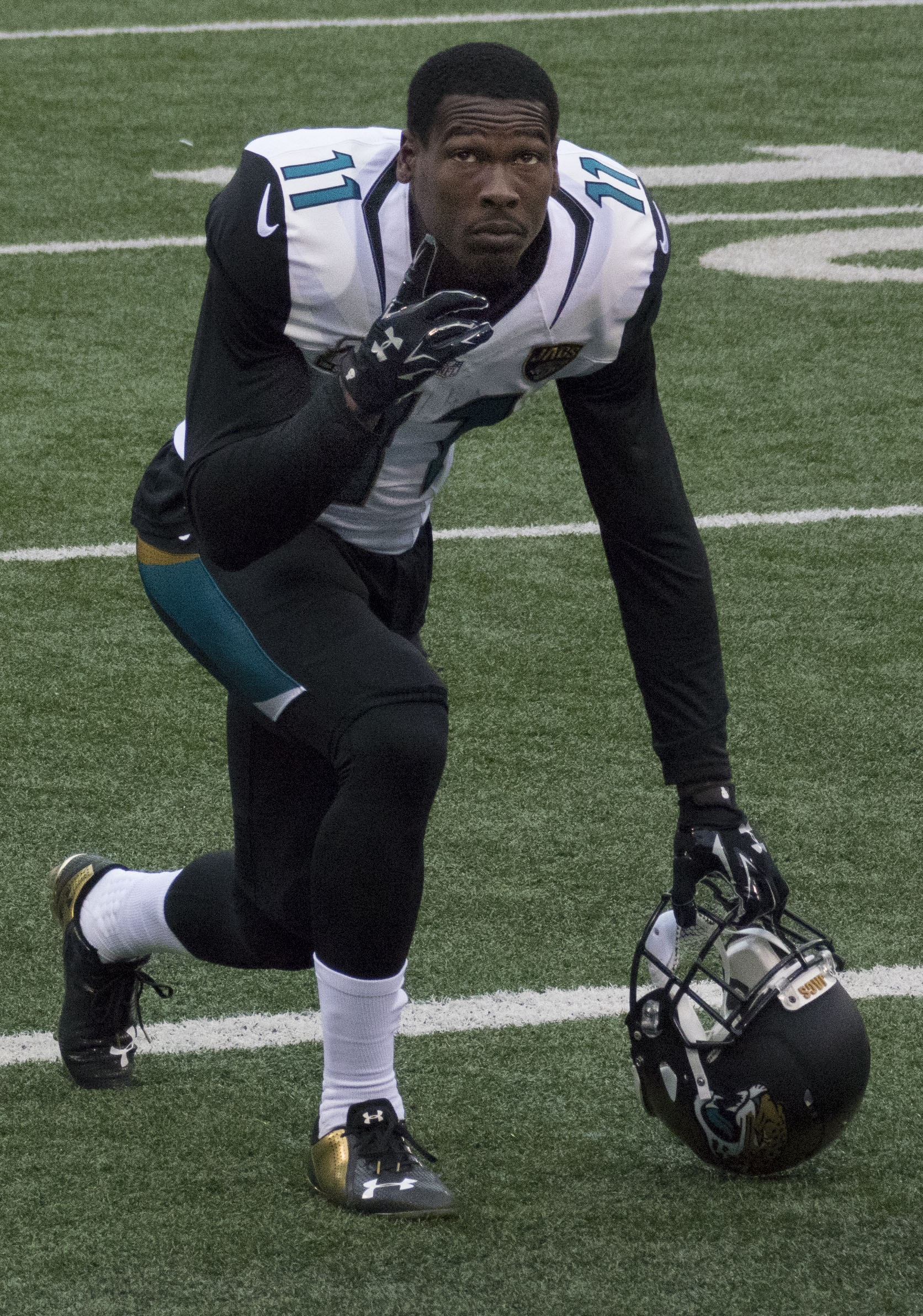
Lee contro i Ravens nel 2014.

Lee era classificato come uno dei migliori ricevitori selezionabili nel Draft 2014, venendo pronosticato come una scelta della seconda metà del primo giro da NFL.com. Fu scelto nel corso del secondo giro dai Jacksonville Jaguars. Debuttò come professionista nella settimana 1 ricevendo 6 passaggi per 62 dal quarterback Chad Henne ma i Jaguars furono sconfitti in rimonta dai Philadelphia Eagles. Il primo touchdown lo ricevette dal compagno rookie Blake Bortles nella vittoria della settimana 13 sui Giants in cui i Jags rimontarono il più largo svantaggio della storia della franchigia, 21 punti. La sua stagione da rookie si concluse con 37 ricezioni per 422 yard e un touchdown in 13 presenze, di cui otto come titolare.
Nella settimana 15 della stagione 2016 contro gli Houston Texans, Lee ritornò un kickoff per 100 yard in touchdown.

### New England Patriots
Il 28 aprile 2020 Lee firmò un contratto di un anno con i New England Patriots. Nella stagione 2020 decise di non scendere in campo a causa della pandemia di COVID-19.

### San Francisco 49ers
Il 17 maggio 2021 Lee firmò un contratto di un anno con i San Francisco 49ers ma fu svincolato quattro giorni dopo.